# Priscila Marques
Priscila de Almeida Marques (ur. 17 maja 1978) – brazylijska judoczka. Olimpijka z Sydney 2000, gdzie zajęła siódme miejsce w wadze ciężkiej.
Piąta na mistrzostwach świata w 1999 i 2001; uczestniczka zawodów w 2005 i 2007. Startowała w Pucharze Świata w 1997, 2002, 2004, 2007 i 2008. Brązowa medalistka igrzysk panamerykańskich w 1999 i 2007; piąta w 2003. Wygrała igrzyska Ameryki Południowej w 1998 i 2006. Zdobyła osiem medali mistrzostw panamerykańskich w latach 1998 - 2008. Zdobyła trzy medale na mistrzostwach Ameryki Południowej. 

## Letnie Igrzyska Olimpijskie 2000
| Konkurencja | Eliminacje             | Eliminacje       | Repasaże              | Repasaże                | Klas. końcowa |
| Konkurencja | Przeciwnik I           | 1/4              | Przeciwnik I          | Przeciwnik II           | Miejsce       |
| ----------- | ---------------------- | ---------------- | --------------------- | ----------------------- | ------------- |
| +78 kg      | Lee Hsiao-hung (TPE) Z | Yuan Hua (CHN) P | Fiona Iredale (NZL) Z | Christine Cicot (FRA) P | 7.            |